# رضا قطبی
عبدالرضا قطبی (فروردین ۱۳۱۷ – ۵ شهریور ۱۴۰۳) مهندس مخابرات ایرانی و و مدیر عامل سازمان رادیو تلویزیون ملی ایران از بهار ۱۳۴۵ تا ۲۵ شهریور ۱۳۵۷ بود. او پسردایی و از نزدیکان فرح پهلوی و پسرخاله شاپور بختیار بود.

## خانواده
رضا قطبی زاده فروردین ۱۳۱۷ در تهران فرزند محمدعلی قطبی (مهندس ساختمان و مقاطعه‌کار) و لوئیز صمصام بختیاری بود. لوئیز بختیاری، دختر نجفقلی صمصام‌السلطنه، رئیس‌الوزرای سابق ایران و خاله شاپور بختیار بود. او همچنین پسردایی فرح دیبا بود و ۶ ماه بزرگتر از او بود. وقتی پدر فرح درگذشت، او و مادرش به منزل پدر رضا نقل مکان کردند و رضا و فرح بیشتر کودکی‌شان را با هم گذراندند. به گفته فرح «رضا برادرم شد» برادری که او هیچگاه نداشت. قطب‌الدین محمد لاهیجی، جد رضا قطبی از جمله علما و ریاضیدانان سده یازدهم هجری بود.

## تحصیلات
قطبی تحصیلات ابتدایی خود را در مدرسه فیروزکوهی و دوره دبیرستان را در مدرسه فرانسوی‌ها گذراند. او در دبیرستان البرز تحصیل کرد. دوره تحصیل او در دبیرستان همزمان با دوره‌ای از هیجان و کنشگری سیاسی بود. قطبی نیز فعال شد و در یازده سالگی عضویت خود در بنیاد پان ایرانیست را با خون خود امضا کرد لیکن هیچگاه به حزب پان‌ایرانیست،  گروهی شبه‌فاشیستی، عمیقاً ضدکمونیستی و شدیداً ملی‌گرا نپیوست.  حزب نیروهای مبارز علیه کمونیسم را پشتیبانی می‌کرد و مشهور به زد و خورد با مخالفانش بود. قطبی نیز در دوره دبیرستان اقلاً یک بار در این تقابلات فیزیکی با کمونیست‌ها درگیر شد. با کودتای ۲۸ مرداد و علاقه‌ای که هم به محمد مصدق و هم به محمدرضا پهلوی داشت باعث شد از سیاست دوری کند و به فعالیت‌های ورزشی و پیشاهنگی در دبیرستان البرز مشغول شود.
سپس به کمک بورس خیریه ایزابل تهران به همراه دخترعمه‌اش فرح دیبا برای ادامه تحصیل رهسپار فرانسه شد و در رشته مهندسی برق در مدرسه پلی‌تکنیک و تل-کم پاریس مشغول به تحصیل شد. او در دروس ریاضی از استعداد خوبی برخوردار بود. او در آنجا نیز پیوند با رفقای پان ایرانیست خود را که تا آن زمان مخالف شاه شده بودند حفظ کرد. این ارتباطات و پیوند نزدیک رضا و فرح بعدها موجب اوج گرفتن شایعاتی شد که ملکه نیز پیش از ازدواج خود عضوی از اپوزیسیون بوده است.
قطبی در سال ۱۳۳۸ تحصیلات خود را در رشته ریاضیات و مهندسی مخابرات به پایان رساند و به ایران بازگشت. او برای مدتی در دانشگاه صنعتی آریامهر ریاضی تدریس می‌کرد. سپس برای ادامه تحصیل راهی آمریکا شد. اما مدت طولانی در آنجا ماند.

## رادیو تلویزیون ملی

### آغاز به کار
قطبی در دفتری در سادمان برنامه وابسته به وزارت اطلاعات و جهانگردی مشغول به کار شد و طرح‌های مربوط به تأسیس یک تشکیلات بزرگ تلویزیونی را تهیه کرد. تا اینکه در ۲۹ سالگی در سال ۱۳۴۵ به مدیر عاملی تشکیلات جدید سازمان تلویزیون ملی ایران منصوب شد و تا شهریور ۱۳۵۷ خورشیدی این سمت را برعهده داشت. انتصاب وی در هاله‌ای از ظن به خویشاوندسالاری قرار داشت در حالی که در اصل مستند بر تخصص و قابلیت و فرهیختگی استثنايی وی بود. وی توانست رادیو و تلویزیون ایران را به صورت منظم راه بیندازد و توسعه دهد. ادغام شبکه‌های مختلف تلویزیونی در این دوره در این سازمان ایران را پس از ژاپن دارای گسترده‌ترین پخش تلویزیونی در آسیا کرد.

### دوران مدیریت
عباس میلانی تاریخ‌نگار معاصر می‌نویسد: «در اوایل راه‌اندازی سازمان، پیش از ادغام با رادیو، قطبی و گروهی از مدیران او شروع به تدوین بیانیه مأموریتی برای تلویزیون کردند -که تا حدی تحت تأثیر مدل بی‌بی‌سی در بریتانیا و پی‌بی‌اس در آمریکا- مورد اعتماد مردم، مستقل از حکومت و وقف برنامه‌های هنرهای فرادست و پیچیده بود. دفاع از سیاست‌های دولت یا ابزاری بودن در خدمت پروپاگاندای حکومت در بیانیه مأموریت آنان وجود نداشت. برخورد بین مأموریت بیان شده و مقاصدی که شاه و ساواک برای تلویزیون در نظر داشتند اجتناب‌ناپذیر بود. اضافه بر این، مدل هنر فرادست، بسیاری از بینندگان را تشنه تفریحات سبکی کرد که شبکه خصوصی سابق (تلویزیون ایران) پخش می‌کرد. نهایتاً سه ایستگاه تلویزیونی توسعه یافتند. یکی برای هنر فرادست، دیگری برای تفریحات سبک‌تر، و سومی به انگلیسی برای جاگزین کردن تلویزیون ارتشی آمریکا در ایران. یکی از دلایل تنش‌ها بین قطبی و سلطنت‌طلبان سنتی‌تر تصمیم او برای متوقف کردن رسم قرار دادن کنش‌های خانواده سلطنتی فارغ از بی‌اهمیتی آنها در سر خط خبرهای هر روز بود. چند سال بعد با رشد کیش شخصیت شاه... یک بار دیگر شاه و خانواده او در صدر خبرهای هر روز قرار گرفتند.»
او همچنین می‌نویسد: «در اواخر دهه ۱۳۴۰ و سراسر دهه ۱۳۵۰ دست کم دو پارادایم متفاوت دربارهٔ چگونگی مواجهه با چشم‌انداز در حال تغییر جامعه ایران وجود داشت. شاه، و افرادی چون اسدالله علم معتقد بودند یک شاه اقتدارگرای با مشت آهنین، یک دولت مقتدر و یک پلیس مخفی وحشت‌افکن ابزارهایی لازم برای مدرن‌سازی هستند. همپیمانان حکومت، علاوه بر ارتش و شهربانی، روحانیت (ولی نه آیت‌الله خمینی) و طبقه متوسط بودند که از طریق مشوق‌های اقتصادی وادار به تبعیت شده بودند. مدافع پارادایم دیگر فرح بود و واضح‌ترین صورت آن در شیوه کار و مدیریتی قطبی به عنوان یک تزار رسانه‌ای، و نیز لیلی امیرارجمند مدیر کانون پرورش فکری کودکان و نوجوانان بودند. این گروه معتقد بودند که حکومت باید با طبقات متوسط متحد شود و روشنفکران را به کار بگیرد. رادیو و تلویزیون ملی ایران پناهی برای کمونیست‌های معطل، چپگرایان، دموکرات‌ها، و روشنفکران ناراضی از جمله هوشنگ ابتهاج، احمد شاملو، و خسرو گلسرخی بود. این سازمان از تولیدات فرهنگی ای نظیر اختاپوس پرویز صیاد حمایت می‌کرد که از جمله بهترین سریال‌هایی است که در ایران تولید شده است. تجلیل‌شده‌ترین و جدل‌برانگیزترین تولید تیم قطبی-ملکه جشن هنر شیراز بود که در سال ۱۳۴۶ آغاز شد. در آنجا بود که برخی از رادیکال‌ترین گروه‌های تئاتری جهان برای اجرا دعوت شدند. در همان زمان، فعالان چپ، ساواک، و روحانیون محافظه کار که در مخالفت شدید با آزادی خواهی و لیبرالیزم مشترک بودند برای محکوم کردن این جشنواره به بهانه بی‌توجهی اش به اخلاقیات و ارزش‌های توده‌ها متحد شدند.
به مدت پانزده سال اردوگاه قطبی-ملکه و گروه شاه-ساواک با یکدیگر درگیر بودند. خاطرات علم مملو از نمونه‌هایی است که برخی برنامه‌ها در رادیو یا تلویزیون خشم شاه، پلیس مخفی یا دیگر چهره‌های قدرتمند را برانگیخت و تنها حفاظت ملکه قطبی را در شغل خود نگه داشت. نهایتاً شاه به این باور رسید که کارکنان رادیو تلویزیون ملی کمونیست‌ها و مخالفینی هستند که هدفشان براندازی حکومت است. کشف توطئه‌ای از سوی کارکنان تلویزیون برای ربودن ملکه و ولیعهد تردیدهای شاه را مستحکم‌تر کرد. قطبی همچنین رقابت‌هایی با مهرداد پهلبد وزیر وقت فرهنگ و هنر داشت. پهلبد محافظه‌کارتر وفادارتر به شاه و قطبی لیبرال‌تر و وفادارتر به ملکه بود. فیلم آرامش در حضور دیگران که ناصر تقوایی در سال ۱۳۴۹ بر اساس داستانی از غلامحسین ساعدی ساخت پس از نمایش در جشن هنر شیراز به خاطر نمایش تصویری آخرالزمانی از کشور که در تضاد با تصویر آرمان شهری مورد حمایت دولت بود توقیف شد. قطبی و فرخ غفاری فیلم را به فریدون هویدا، از منتقدان کایه دو سینما و برادر امیرعباس هویدا نخست‌وزیر وقت نشان دادند و او را دعوت به مداخله با پهلبد برای رفع توقیف آن کردند. هویدا از فیلم انگار خیلی خوشش آمد. ولی انتقاد تقوایی از رویکرد هویدا در مورد فلسطینیان باعث شد هویدا چنان عصبانی شود که فیلم همچنان در توقیف ماند.»
در دهه ۱۳۴۰ و اوایل دهه ۱۳۵۰ شاه می‌توانست شرایط پارادایم خود را دیکته کند و جای زیادی برای بینش دیگری باقی نگذارد. ولی با تشخیص سرطان او در سال ۱۳۵۲ و کشیده شدن تدریجی او به افسردگی، بی‌عملی، و پارانویا، تیم ملکه-قطبی قدرت بیشتری گرفت و ایده‌های آنان شایع‌تر شد. بنا بر برخی سلطنت‌طلبان، این تغییر منجر به انقلاب شد. آنان برای نمونه به وقایع ۱۶ تیر ۱۳۵۷ اشاره می‌کنند. کابینه و شورای امنیت ملی ایران تصمیم به اعلان حکومت نظامی در تهران گرفتند و از سوی نخست‌وزیر به قطبی دستور داده شد هر نیم ساعت از رادیو و تلویزیون دربارهٔ حکومت نظامی خبر پخش شود تا مردم به خیابان‌ها نروند و با سربازان مقابله نکنند. این دستور به دلایلی نامعلوم اجرا نشد. برخی معتقدند که رادیو و تلویزیون در آن زمان به ابزاری برای پروپاگاندای مخالفین بدل شده بود و رسانه‌های رسمی در آن زمان از نشر اخباری که به نفع حکومت بود خودداری می‌کردند. توضیحات خود قطبی در این خصوص که از ۲۲ مرداد ۱۴۰۴ در بخش <گفتگو ها> در وبسایت بنام وی منتشر شده اصل ماجرا را روشن می کند. در هر حال قطبی معتمدترین مشاور فرح باقی ماند و در روزهای آخر حکومت پهلوی با افزایش قدرت ملکه قدرت قطبی نیز افزایش یافت. وقتی فرح در۲۷ آبان ۱۳۵۷ برای جلب حمایت سید ابوالقاسم خویی، ، یکی از مورد احترام‌ترین آیت الله‌های تشیع، ، به نجف سفر کرد قطبی همراه او بود و در همه این دیدارها شرکت داشت.

### واقعه سیاه‌کل
تا پیش از واقعه سیاهکل، شاه (مگر به غلامرضا تختی) حساسیت اندکی به برنامه‌های تلویزیون داشت. اما واقعه سیاهکل، باعث دخالت بیشتر شاه در برنامه‌های تلویزیونی شد تا جاییکه به اختلاف میان شاه و قطبی انجامید.

### دادگاه خسرو گلسرخی
پخش زنده دادگاه خسرو گلسرخی از تلویزیون و شیوه دفاع او از خود، در بی‌اعتباری دودمان پهلوی و سازمان رادیو و تلویزیون تاثیر چشمگیری داشت. زیرا مردم به این نتیجه رسیدند که او بی‌گناه است و نباید اعدام شود. انتظار قطبی نیز این بود که گلسرخی از خود در دادگاهی منصف دفاع خواهد کرد و چنانچه مجازاتش جرم وی ثابت شود مجازاتی معادل دریافت کند. ولی هدف حکومت از برگزاری دادگاه قدرت‌نمایی ساواک و شاه و انتظار از گلسرخی برای درخواست بخشش، و رضایت شاه با آن بود. اما گلسرخی چنین نکرد و اعدام شد. حتی انتقاد به درون سازمان نیز رسید و شهرنوش پارسی‌پور بعد از آن استعفا داد  و ۵۴ روز را در زندان گذراند.

### انقلاب
در میانه انقلاب ۱۳۵۷ و انتصاب جعفر شریف امامی به نخست‌وزیری،  معاون مقتدر قطبی محمود جعفریان در ۲۵ شهریور ۱۳۵۷مجبور به استعفا از رادیو تلویزیون ملی شد. به گفته قطبی که در مصاحبه وی در وبسایتش آمده، او خود به ابن نتیجه رسید که در شرایط موجود شخصیتی سیاسی باید به جای وی ریاست رادیو تلویزیون را بدست بگیرد، و به این مناسبت استعفا داد. با کنار رفتن قطبی حجم برنامه‌های مذهبی و نیز نمایش فیلم‌های باکیفیت تجاری در تلویزیون به شدت افزایش یافت. دو روز پس از تظاهرات بزرگ دانشجویان در دانشگاه تهران در ۱۳ آبان ۱۳۵۷ و گماشتن دولت نظامی ازهاری، محمدرضا پهلوی در تلویزیون سخنرانی «صدای انقلاب شما را شنیدم» را ایراد کرد که متن آنرا قطبی به همراه سید حسین نصر نوشته بود که شاه را با اصرار و فشار زیاد راضی به خواندن آن کردند. شاه در این سخنرانی با موضعی خاضعانه تلاش کرد کنترل امور را دوباره در دست بگیرد و متعهد شد پس از برقراری نظم و آرامش یک حکومت مردمی برای تثبیت آزادی‌های بنیادین و برگزاری انتخابات آزاد تشکیل شود. این سخنرانی مورد پذیرش چندانی قرار نگرفت و شاه نیز هرگز آن را چنان‌که نوشته شده بود پیاده نکرد.
منتقدان قطبی به نقش او در همکاری با فرح پهلوی برای دستگیری امیرعباس هویدا اشاره می‌کنند. آخرین مداخله سیاسی قطبی کمک به ترتیب دادن جلسه‌ای بین پسرخاله‌اش شاپور بختیار و شاه بود که منجر به نخست‌وزیری ۳۷ روزه او شد. این درحالی بود که نخست‌وزیری پیشتر به غلامحسین صدیقی پیشنهاد شده بود و مورد قبول او نیز قرار گرفته بود.

## دیگر کارها

### مدرسه عالی رادیو و تلویزیون
قطبی در سال ۱۳۴۷ مدرسه عالی رادیو و تلویزیون را تحت سرپرستی سازمان رادیو و تلویزیون ملی تأسیس کرد. تا پیش از آن بیشتر فیلمسازان ایران از خانواده‌های ثروتمند بودند که فرزندان خود را برای تحصیل در مدارس فیلم به اروپا یا آمریکا می‌فرستادند. در آن زمان فعالیت در سینما بدون داشتن روابط شخصی تقریباً غیرممکن بود و قطبی که دورنمایه مشابه فیلمسازان موج نوی سینمای ایران را داشت به ایجاد یک محیط بازتر و برابری‌خواهانه‌تر کمک کرد. این مدرسه عالی از طریق آزمون ورودی دانشجو می‌پذیرفت که یکی از نخستین تلاش‌ها برای در دسترس کردن سینمای ایران به عموم مردم بود.

### پرورش موسیقی
قطبی به موسیقی علاقمند بود و همسر او شهرزاد افشار، موسیقی‌دان و رئیس واحد موسیقی تلویزیون ملی بود. با مطالعه کتابی از داریوش صفوت، طرحی که او در پایان آن برای موسیقی داده بود مورد توجه قطبی قرار گرفت. در سال ۱۳۵۱ قطبی که در جشن هنر شیراز با هوشنگ ابتهاج آشنا شده بود از او برای مدیریت مرکز حفظ و اشاعه موسیقی رادیو دعوت کرد. به اعتقاد محمدجمال سماواتی، تشکیل گروه‌های موسیقی سنتی ایرانی شیدا و عارف نتیجه مستقیم تصمیمات قطبی و ابتهاج بود. این گروه‌ها از هنرمندان جوانی چون محمدرضا لطفی، حسین علیزاده و محمدرضا شجریان تشکیل شده بود که به بازسازی قطعات گذشته پرداخت و قطعات موسیقی سنتی ایرانی را که تولید کرد با موسیقی گل‌ها فرق داشت. مدیریت ابتهاج و نوازندگان و خوانندگان این مرکز مورد حمایت ویژه قطبی قرار داشتند که باعث می‌شد کمتر مخالفتی از آنان برخیزد. اما با وقوع تظاهرات ۱۷ شهریور ۱۳۵۷ موسیقی‌دانان این مرکز به‌طور دسته جمعی استعفا دادند.

### انتشارات سروش
راه‌اندازی انتشارات سروش و مجله تماشا در زمان ریاست رضا قطبی بر سازمان رادیو و تلویزیون انجام شد.

### مرکز ایرانی مطالعه فرهنگ‌ها
در سال ۱۳۵۶ مرکز ایرانی مطالعه فرهنگ‌ها با حمایت قطبی و ملکه فرح و به پیشنهاد و کمک حسین ضیایی که قطبی در سال ۱۳۴۷ با او آشنا شده بود و با همکارانی چون داریوش شایگان راه‌اندازی شد.

### جشن هنر شیراز
ایده برگزاری یک جشنواره بین‌المللی طراحی شده برای پرورش هنرها، تکریم هنرهای سنتی کشور، ارتقای استانداردهای فرهنگی در ایران و افزون بر آن تضمین ایجاد درک گسترده‌تر از کار هنرمندان ایرانی، معرفی هنرمندان خارجی به ایران، و آشنا کردن عموم ایرانیان با آخرین تحولات آفرینشی در دیگر کشورها در سال ۱۳۴۵ از سوی فرح پهلوی مطرح شد. مسئولیت شکل‌دهی و اجرای این کار به قطبی محول شد که در آن زمان مدیر پروژه تلویزیون در سازمان برنامه بود. به بیان او این جشن همه هنرها را در زمینه ارتباط بین شرق و غرب با تمرکز بر بهترین هنرهای سنتی شرق، اعلاترین سنن کلاسیک غرب و آوانگارد در جهان ارائه می‌کرد و به پژوهش و دیگر فعالیت‌ها در حوزه آفرینش می‌پرداخت. وی در مقام مدیر عامل سازمان هنر شیراز از سال ۱۳۴۶ عهده‌دار برگزاری جشن هنر شیراز بود.

### تغییر گاه‌شمار
گفته می‌شود قطبی و شجاع‌الدین شفا پیشنهاددهندگان طرح تغییر گاه‌شمار کشور از هجری خورشیدی به شاهنشاهی بودند. در عین حال هیچ گونه شواهد یا مدارکی در رابطه با دخالت قطبی در این راه وجود ندارد.

## نقد عملکرد
شیوه مدیریتی قطبی از سوی بسیاری، روشنفکرانه و لیبرال و از سوی دیگران، ساده انگارانه و خیانت‌بار تلقی می‌شود. به اعتقاد برخی از پادشاهی‌خواهان، رضا قطبی و شیوه مدیریت تلویزیون توسط وی از دلایل انقلاب بود. حتی در دوره تبعید نیز تنش‌ها در این زمینه، خود را نشان دادند و شاهدان از مواردی یاد می‌کنند که شاه با عصبانیت، قطبی را بابت مشکلات سیاسی ماه‌های آخر سلطنت در ایران، تحقیر می‌کرد.
هنرمندان (مانند ناصر تقوایی، ایرج گرگین، و هوشنگ ابتهاج)، فیلمسازان و افرادی که قطبی را از نزدیک می‌شناختند به تلاش‌های او برای آزادی نقد و بیان و جلوگیری از سانسور اشاره می‌کنند. تلاش او برای فراهم‌آوری زیرساخت‌ها (مانند منطقه جام جم)، امکانات، و تربیت نیروی فنی و باتجربه از کارهای ماندگار او هستند. تا جاییکه علی لاریجانی در خاطرات خود زمانی که رئیس سازمان صدا و سیما بود در بازدیدهای خود از قسمت‌های مختلف آن سازمان، بارها به بزرگداشت کارهای رضا قطبی از سوی کارمندان اشاره کرده است.

## افکار و عقاید
قطبی علاقه زیادی به شاهنامه نشان می‌داد و یک ملی‌گرا بود. به اعتقاد منتقدان قطبی، او در واقع یک طرفدار چپ بود در حالی که او صرفا طرفدار آزادی تفکر و بیان بود. در تلویزیون از افراد باسواد و با استعداد استفاده می‌کرد. او حتی اجازه داد افرادی مانند پرویز نیکخواه، محمود جعفریان، خسرو گلسرخی، و احمد شاملو نیز در تلویزیون به فعالیت بپردازند. این استخدام‌ها باعث اعتراض پرویز ثابتی، قائم مقام ساواک شد تا جاییکه پس از دستگیری یکی از کارمندان سازمان، ثابتی به قطبی گفت: «شما پسردایی علیاحضرت شهبانو هستید. اگر این نسبت را نداشتید، خود شما را هم دستگیر می‌کردیم.»

پخش تصاویر تشییع جنازه غلامرضا تختی از تلویزیون موجب شد تا روابط وی مدتی با محمدرضا پهلوی تیره شود. به‌خصوص که ساواک نیز در خصوص وی گزارش‌هایی برای شاه می‌فرستاد. سپهبد محسن هاشمی‌نژاد دربارهٔ شیوه فعالیت او در تلویزیون ملی ایران گفته است:

خود من در کانال دو فیلمی را دیدم که به دانشجویان نشان می‌داد به چه ترتیب شما در مقابل پلیس مقاومت کنید. یک فیلم سینمایی که موضوعش این بود. و همان شب من به آقای قطبی تلفن کردم که آقا شما چه منظوری از این کار دارید؟ شما نمی‌بینید الان وضع دانشگاه‌ها به چه صورتی است که هر روز پلیس با دانشجویان درگیر است؟ شما دارید درس می‌دهید به این‌ها؟
به گفته محمد باهری، رضا قطبی معتقد بود که جلوی تظاهرات مخالفان شاه نباید گرفته بشود چون تظاهرات سالمی است و به سربازان و افسران گل داده شده است. او همچنین معتقد به عفو مخالفان بود.

## پس از انقلاب
قطبی دوران سختی را در تبعید سپری کرد. والدین او در روزهای انقلاب طلاق گرفتند و پدر او با زن دیگری ازدواج کرد. رابطه قطبی با شاه به پایین‌ترین حد خود رسید. با این که در دهه ۱۳۵۰ قطبی پای ثابت مهمانی‌های دربار و نزدیک‌ترین و معتمدترین مشاور ملکه بود اما در زمان تبعید شاه، مورد لعن و نفرین او واقع شد و تقریباً هیچگاه با خانواده سلطنتی دیدار نمی‌کرد.
پس از انقلاب، قطبی مدتی در تهران به‌صورت مخفیانه زندگی کرد. گفته شده فرح پهلوی با پرداخت هزینه‌ای کلان راه خروج وی را فراهم کرد ولی هیچ نوع اطلاعی در این خصوص در دست نیست، نه از نظر مالی و نه شیوه خروج. او پس از مرگ شاه بار دیگر به حلقه یاران فرح پیوست. قطبی برای مدت کوتاهی یک شبکه مقاومت سلطنت طلب برای کمک به پادشاهی‌خواهان برای راه اندازی یک برنامه رادیویی برای براندازی حکومت اسلامی کرد ولی دیری نپایید.
او در آمریکا به فعالیت‌های مخابراتی در رابطه با آموزش و تعلیم و تربیت اشتغال داشت.

## حاشیه
با مطرح شدن نام افشین قطبی به عنوان مربیگری تیم فوتبال پرسپولیس در سال ۱۳۸۶ بسیاری از رسانه‌ها مدعی شدند که او پسر رضا قطبی است. اما افشین قطبی ماه‌ها بعد پیش از نوروز ۱۳۸۷ در یک گفتگوی رادیویی این نسبت را تکذیب کرد.